# Onfim

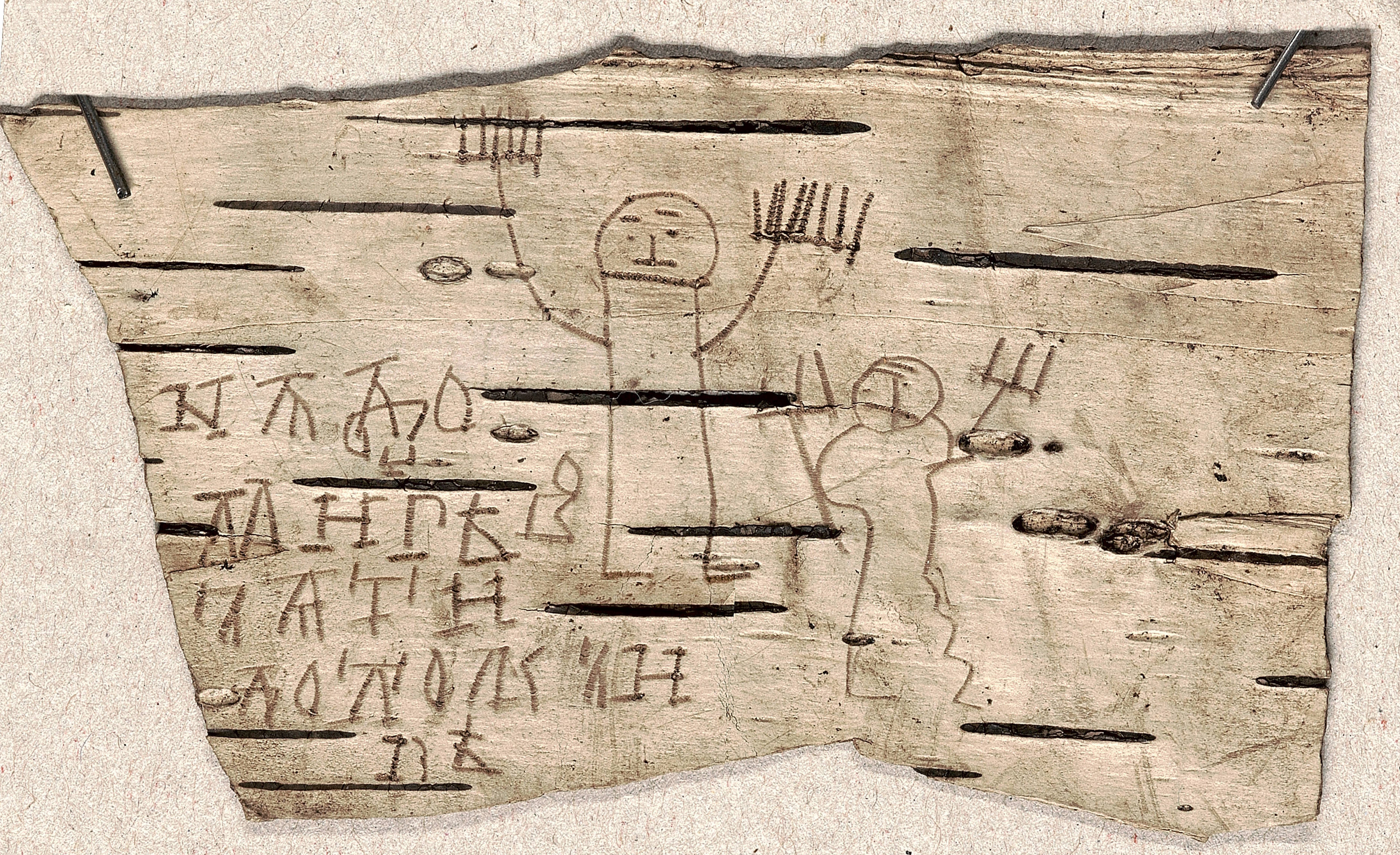
Näverdokument nummer 210 som innehåller stavningsövningar och teckningar utförda av Onfim

Onfim (gammalnovgorodska: онѳиме, Onfime; även känd som Anthemius av Novgorod) var en pojke som levde i Novgorod i nuvarande Ryssland under 1200-talet. Onfim är känd för de anteckningar, teckningar och hemläxor som han ristat i näverdokument, vilka har bevarats i Novgorods lerrika jord. Anteckningarna är ristade på med det kyrilliska alfabetet på den östslaviska dialekten gammalnovgorodska och tros ha ristats när Onfim var omkring sex eller sju år gammal. 
Sedan 1951 har fler än 1 100 näverdokument påträffats i området kring Novgorod varav 17 tros vara ristade av Onfim. De ovanligt välbevarade dokumenten har legat begravda i ett djupt kulturlager (i Novgorod är lagret åtta meter djupt) täckt med lera med hög vattenhalt. Detta har förhindrat syre från att bryta ned materialet.
Av de 17 näverdokument som tillskrivs Onfim har 12 bilder medan 5 enbart består av text. Bilderna föreställer bland annat fantasidjur, ryttare, och porträtt av Onfim själv och dennes vänner. Onfims texter består bland annat av övningar på att skriva ut alfabetet och citat från Psaltaren.

## Bilder

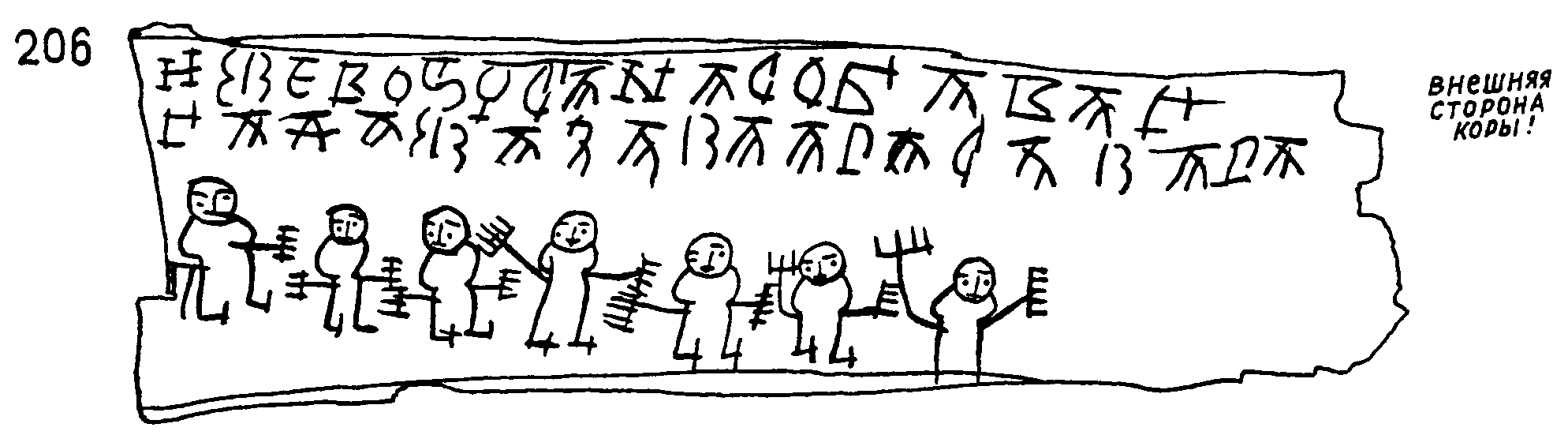
Näverdokument 206: Ord, bokstäver och porträtt.
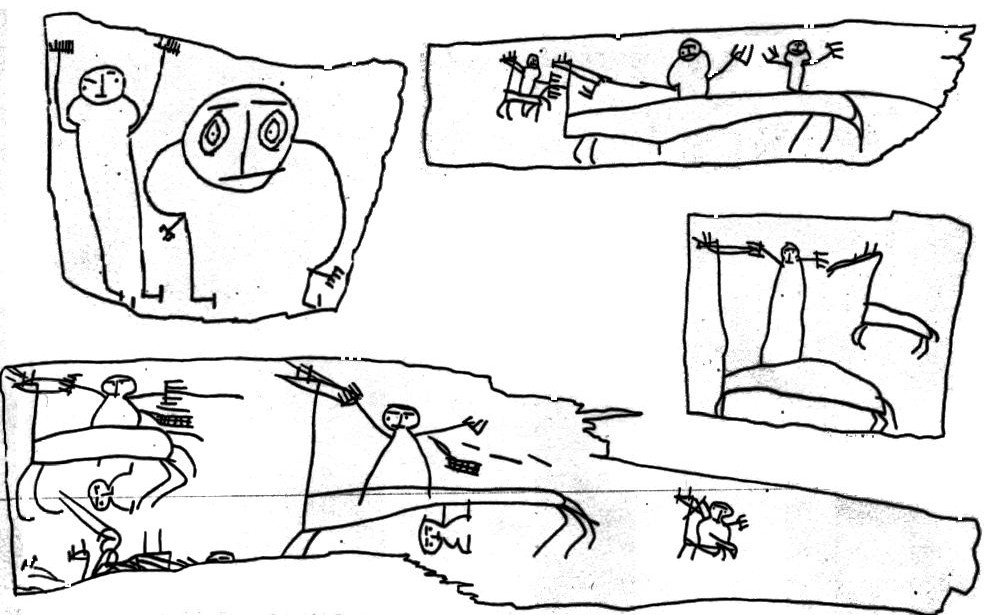
Olika teckningar.
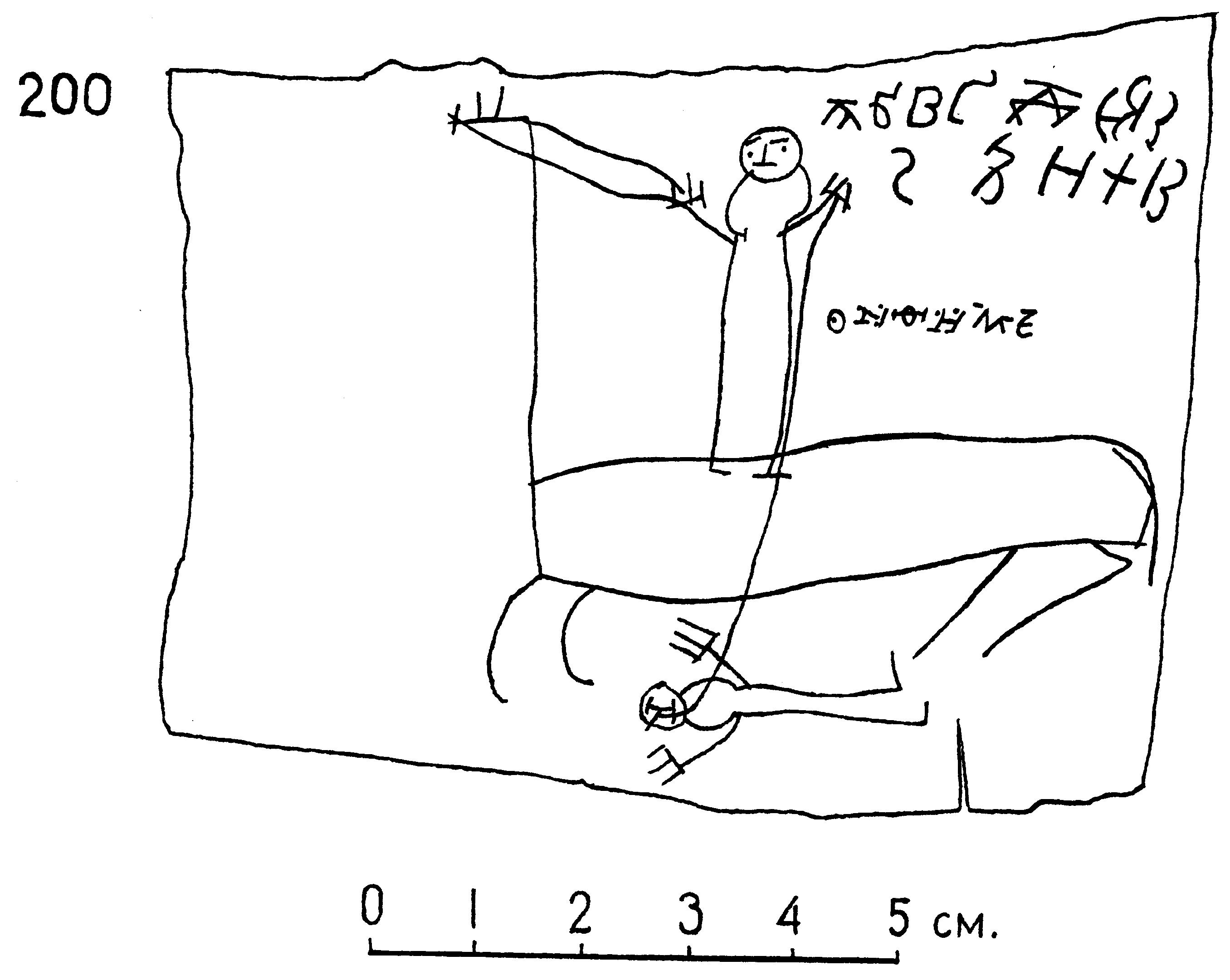
Näverdokument 200: Ryttare med namnet "Onfim" skrivet till höger. Alfabetet A–K överst.
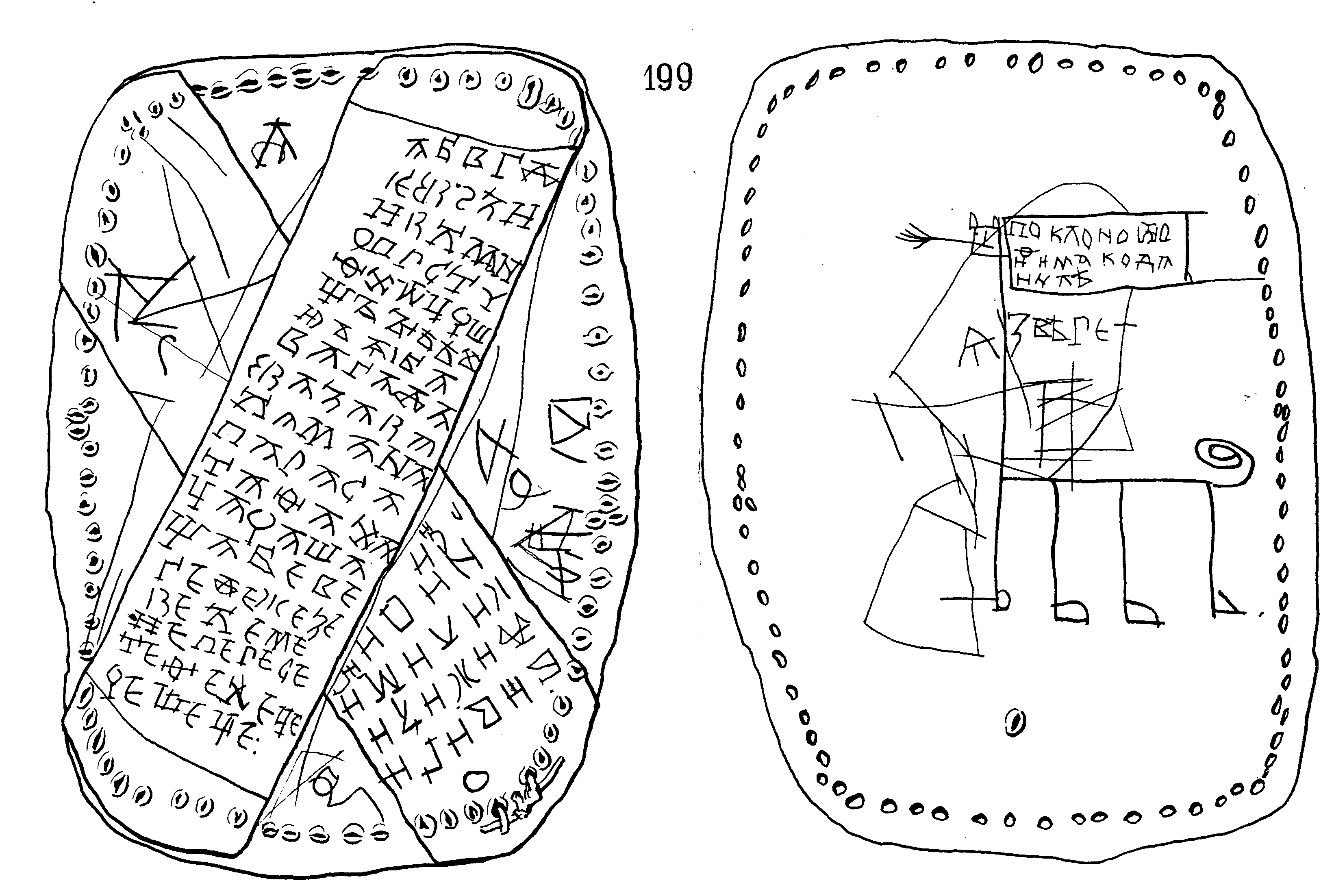
Näverdokument 199: Hemläxa och en teckning.